# Чандрасекаран, Периясами
Периясами Чандрасекаран (там. பெரியசாமி சந்திரசேகரன், 16 апреля 1957, Шри-Ланка — 1 января 2010, Коломбо, Шри-Ланка) — шри-ланкийский политик и министр.
С 1986 он был председателем партии Up-Country People's Front и, начиная с 1994 года до его смерти депутатом Парламента Шри-Ланки. На момент его смерти он был одним из двух министров UPF в правительстве.
Скончался 1 января 2010 года от сердечного приступа.